# Lavocatavis
Lavocatavis es un género extinto de ave forusracoide o "ave del terror" del Eoceno de Argelia. Un fémur fosilizado, casi tan grande como el de Patagornis fue descrito en la formación Glib Zegdou en 2011 y es el único espécimen conocido de Lavocatavis. La especie fue designada como L. africana.

## Paleobiogeografía
Las más antiguas aves forusracoides provienen de América del Sur y la Antártida, lo que sugiere que los ancestros de Lavocatavis migraron hacia África desde el oeste. Durante el Eoceno, el océano Atlántico separaba a América de África por al menos 1000 kilómetros, excluyendo la posibilidad de una migración por tierra. Para un ave terrestre como Lavocatavis, esto significa que sólo pudo entrar en África navegando en balsas naturales o tal vez "saltando" en una cadena de islas. Las corrientes marítimas se dirigían hacia el oeste en el Atlántico sur durante el Paleoceno temprano, lo que hace improbable que las forusracoides viajaran en balsas naturales. Los ancestros de Lavocatavis muy probablemente viajaron entre las grandes islas que existieron en lo que ahora son las áreas sumergidas del Surgimiento Río Grande y la Cadena Walvis. Sin embargo, es también posible que los ancestros de Lavocatavis retuvieran en alguna medida sus habilidades de vuelo y viajaran entre las islas con más facilidad que las aves no voladoras. Si ese fuera el caso, Lavocatavis se habría vuelto un ave terrestre de manera independiente en un caso de evolución convergente con otras forusracoides no voladoras.